# 1214 Richilde
1214 Richilde è un asteroide della fascia principale del diametro medio di circa 35,29 km. Scoperto nel 1932, presenta un'orbita caratterizzata da un semiasse maggiore pari a 2,7119098 UA e da un'eccentricità di 0,1168453, inclinata di 9,82961° rispetto all'eclittica.
L'origine del suo nome è sconosciuta.